# 兰茨伯里德
兰茨伯里德是德国巴伐利亚州的一个市镇。总面积10.54平方公里，总人口1499人，其中男性769人，女性730人（2011年12月31日），人口密度142人/平方公里。